# Municipio de Torning (Dakota del Norte)
El municipio de Torning (en inglés: Torning Township) es un municipio ubicado en el condado de Ward en el estado estadounidense de Dakota del Norte. En el año 2010 tenía una población de 64 habitantes y una densidad poblacional de 0,68 personas por km².

## Geografía
El municipio de Torning se encuentra ubicado en las coordenadas 48°4′17″N 101°28′59″O / 48.07139, -101.48306. Según la Oficina del Censo de los Estados Unidos, el municipio tiene una superficie total de 93.72 km², de la cual 89,1 km² corresponden a tierra firme y (4,93 %) 4,62 km² es agua.

## Demografía
Según el censo de 2010, había 64 personas residiendo en el municipio de Torning. La densidad de población era de 0,68 hab./km². De los 64 habitantes, el municipio de Torning estaba compuesto por el 98,44 % blancos, el 1,56 % eran amerindios. Del total de la población el 0 % eran hispanos o latinos de cualquier raza.